# Юр'євець (мікрорайон Владимира)
Ю́р'євець — мікрорайон міста Владимир, Росія, адміністративно відноситься до Ленінського району. Знаходиться на західній околиці міста, на лівому березі річки Клязьма. Заснований як селище, пізніше мав статус селища міського типу, 1 січня 2006 року увійшов в склад міста Владимир.
Населення селища в 2002 році становило 11 618 осіб.
В мікрорайоні діє НДІ «Всеросійський інститут захисту тварин», один з двох у Росії.
З центром міста з'єднаний кількома автобусними маршрутами.